# Euplatypus
Euplatypus är ett släkte av skalbaggar. Euplatypus ingår i familjen vivlar.

## Dottertaxa tillEuplatypus, i alfabetisk ordning[1]
- Euplatypus aequalicinctus
- Euplatypus alienus
- Euplatypus alternans
- Euplatypus angustatulus
- Euplatypus angustatus
- Euplatypus angustioris
- Euplatypus araucariae
- Euplatypus areolatus
- Euplatypus bellus
- Euplatypus bilobatus
- Euplatypus compositus
- Euplatypus contextus
- Euplatypus coronatus
- Euplatypus costaricensis
- Euplatypus cribricollis
- Euplatypus cuspidatus
- Euplatypus decorus
- Euplatypus dignatus
- Euplatypus dimidiatus
- Euplatypus dissimilis
- Euplatypus dissipabilis
- Euplatypus efferatus
- Euplatypus haagi
- Euplatypus hians
- Euplatypus hintzi
- Euplatypus immunis
- Euplatypus laminatus
- Euplatypus longior
- Euplatypus longius
- Euplatypus longulus
- Euplatypus madagascariensis
- Euplatypus minusculus
- Euplatypus mulsanti
- Euplatypus otiosus
- Euplatypus parallelus
- Euplatypus patulus
- Euplatypus permimicus
- Euplatypus pertusus
- Euplatypus pini
- Euplatypus porosus
- Euplatypus pseudolongulus
- Euplatypus pulicaris
- Euplatypus roberti
- Euplatypus rugosifrons
- Euplatypus santacruzensis
- Euplatypus segnis
- Euplatypus sinuosus
- Euplatypus solutus
- Euplatypus striatus
- Euplatypus tragus
- Euplatypus tricuspidatus
- Euplatypus trispinatulus
- Euplatypus trispinatus
- Euplatypus truncatus
- Euplatypus vicinus